# La tigre dei sette mari
La tigre dei sette mari è un film del 1962 diretto da Luigi Capuano.

## Trama
Consuelo è la figlia del famoso pirata soprannominato il Tigre, ucciso da una spia del governatore che è però riuscito a fare incolpare William.
Dopo un'iniziale diffidenza i due si uniscono per vendicarsi del traditore e recuperare il tesoro del Tigre.